# Canadair CL-41 Tutor
Le Canadair CL-41 Tutor (désigné CT-114 Tutor par l'Aviation royale du Canada) est un avion d'entraînement et d'attaque au sol conçu par Canadair à la fin des années 1950. 
Construit à 212 exemplaires, il a été utilisé par la Force aérienne du Canada et par les Forces armées malaisiennes, qui l'ont désormais retiré du service. Le CL-41 reste cependant utilisé actuellement par la patrouille acrobatique des Snowbirds.

## Historique
Le CL-41 est un avion monoplan à ailes basses, empennage en « T », monoréacteur, accueillant 2 personnes placées côte à côte dans le poste de pilotage. Canadair a commencé à travailler sur le projet du CL-41 à la fin des années 1950 et, équipé d'un réacteur Pratt and Whitney JT12A, le prototype fit son premier vol le 13 janvier 1960. Le CL-41 est finalement construit à 212 exemplaires entre 1963 et 1967
En septembre 1960, le Canada commande 190 exemplaires, qui seront équipés d'un réacteur General Electric J85 construit sous licence. La force aérienne du Canada, qui désigne l'avion CT-114 Tutor, l'a utilisé jusqu'en l'an 2000 pour l'entraînement de ses pilotes. En 1976, un programme de modification est lancé pour améliorer l'avionique et permettre l'emport de 2 réservoirs de carburant sous le fuselage. Deux patrouilles acrobatiques sont équipées du Tutor, dont la patrouille des Snowbirds. Cette dernière dispose d'avions légèrement modifiés (ajout d'un générateur de fumée, réglage moteur spécifique).
En mars 1966, la Malaisie commande 20 exemplaires d'une version dotée de 6 points d'emports sous les ailes et d'un moteur plus puissant. Les forces armées malaisiennes (dans lesquelles l'avion est désigné Tebuan - guêpe), l'utilisent jusqu'en 1986 comme avion d'entraînement, ainsi que comme avion d'attaque au sol contre la guérilla communiste.

## Variantes
- CL-41 : désignation des 2 prototypes
- CL-41A : version d'entraînement pour la force aérienne du Canada (190 exemplaires)
- CL-41G : version d'attaque au sol pour les forces armées malaisiennes (20 exemplaires)

## Opérateurs
Canada
- Forces armées canadiennes (CT-114 Tutor, 11 fin 2015[1])
  - Aviation royale du Canada
    - 2e École de pilotage des Forces canadiennes (en)
    - Paladins du Centenaire
    - Snowbirds

 Malaisie
- Armée de l'air royale de Malaisie

### Sources
- Canadair CT-114 Tutor sur le site d'un musée de l'aviation canadien.
- Warbird Alley: Canadair CL-41 Tutor/Tebuan.

### Aéronefs comparables
- BAC Jet Provost
- Cessna T-37
- de Havilland Vampire T.11
- HAL Kiran (en)
- Saab 105
- Fouga Magister

### Ordre de désignation
CL-28 - CL-30 (en) - CL-41 - CL-44 - CL-66 - CL-84